# Stazione di Kaga-Kasama
La stazione di Kaga-Kasama (加賀笠間駅?, Kaga-Kasama-eki) è una fermata ferroviaria della città di Hakusan, nella prefettura di Ishikawa in Giappone. La stazione è gestita dalla JR West e serve la linea principale Hokuriku.

## Linee
JR West
■ Linea principale Hokuriku

## Struttura
La fermata è costituita da due marciapiedi laterali con due binari passanti con una piccola sala d'attesa su ciascuno di essi.
| Lato ovest | ■ Linea principale Hokuriku | per Kanazawa e Toyama        |
| Lato est   | ■ Linea principale Hokuriku | per Komatsu, Fukui e Tsuruga |

## Stazioni adiacenti
| 《                        | Servizio                  | 》                        |
| Linea principale Hokuriku | Linea principale Hokuriku | Linea principale Hokuriku |
| ------------------------- | ------------------------- | ------------------------- |
| Mikawa                    | Locale                    | Nishi-Mattō               |